# Lanugo sororia
Lanugo sororia är en stekelart som först beskrevs av Cresson 1872.  Lanugo sororia ingår i släktet Lanugo och familjen brokparasitsteklar. Inga underarter finns listade i Catalogue of Life.